# Acacia cochlearis
Acacia cochlearis är en ärtväxtart som först beskrevs av Jacques-Julien Houtou de La Billardière, och fick sitt nu gällande namn av Wendl. Acacia cochlearis ingår i släktet akacior, och familjen ärtväxter. Inga underarter finns listade i Catalogue of Life.